# Fiorenzo Carpi
Fiorenzo Carpi De Resmini (Milà, 19 d'octubre de 1918 - 21 de maig de 1997) va ser un compositor i pianista italià, probablement més conegut pel tema "Pinotxo".

## Biografia
| «                  | El meu teatre... es manté unit per les notes de Fiorenzo Carpi. Molt sovint la seva música m'ha donat, des del començament o durant l'obra, el "aclariment" interior que necessitava, la il·luminació d'un "tot" que no entenia .. | » |
| — Giorgio Strehler | |   |

l'any 1945 es va graduar al Conservatori de Milà, deixeble d'Arrigo Pedrollo i Giorgio Federico Ghedini; aleshores va ser membre estable de Piccolo Teatro di Milano des de la seva fundació (1947).
També va col·laborar amb el dramaturg premi Nobel Dario Fo en totes les seves obres entre 1953 i 1967, després esporàdicament fins a la mort de Carpi el 1997. L'obra de 1997 de Fo Il Diavolo con le zinne va presentar un homenatge a Carpi després de la seva mort.
Carpi va ser un prolífic compositor de partitures de pel·lícules, conegut per la seva llarga col·laboració amb el director Luigi Comencini. El 1981 va guanyar el David di Donatello a la Millor música per Voltati Eugenio de Comencini. També va compondre nombroses cançons pop, partitures de televisió, jingles comercials, obres simfòniques i d'òpera de cambra.

## Filmografia selecta
- Clandestino a Trieste (1951)
- Zazie dans le Métro (1960)
- Leoni al sole (1961)
- Vie privée (1962)
- Parigi o cara (1962)
- I cuori infranti (1963)
- I 4 tassisti (1963)
- Incompreso (1966)
- Bersaglio mobile (1967)
- Italian Secret Service (1968)
- Infantesa, vocació i primeres experiències d'en Giacomo Casanova (1969)
- L'urlo (1970)
- Splendori e miserie di Madame Royale (1970)
- Un'anguilla da 300 milioni (1971)
- Un bianco vestito per Marialé (1972)
- Le avventure di Pinocchio (1972)
- Senza famiglia, nullatenenti cercano affetto (1972)
- Mio Dio, come sono caduta in basso! (1974)
- Simona (1974)
- La tija de l'orquídia (1975)
- La prima volta sull'erba, (1975)
- Saló Kitty (1976)
- L'ingorgo - Una storia impossibile (1979)
- Voltati Eugenio (1980)
- Piso pisello (1981)
- l'Homme blessé (1983)
- Cuori nella tormenta (1984)
- La Storia (1986)
- Notte italiana (1987)
- Buon Natale... buon anno (1989)
- I divertimenti della vita privata (1990)
- La fine è nota (1993)